# Мішурін Олексій Олександрович
Олексій Олександрович Мішурін (30 березня 1912, Маріуполь, Російська імперія — 17 жовтня 1982, Київ, УРСР, СРСР) — радянський український кінорежисер, кінооператор.

## Біографічні відомості
Народився в родині робітника. Вчився в художньо-індустріальній профшколі в Києві. Закінчив операторський факультет Київського кіноінституту (1937).
З 1937 р. працював на Київській студії художніх фільмів. Перша самостійна робота «Макар Нечай» (1940).
Нагороджений орденом «Знак Пошани».
Був членом Спілки кінематографістів України.
Дочка: Марія Олексіївна Мішуріна — актриса, сценарист, драматург.

## Фільмографія
Кінооператор:
1. 1939: «Щорс» (асистент оператора у співавт.)
2. 1940: «Макар Нечай»
3. 1942: «Бойова кінозбірка № 9» («Маяк»)
4. 1942: «Чудова скрипка»
5. 1944: «Чарівний кристал»
6. 1945: «В далекому плаванні»
7. 1947: «Циклічна робота в шахті» (док. фільм)
8. 1948: «Третій удар»
9. 1949: «Радянське Чорномор'я» (док. фільм)
10. 1950: «Свято народних талантів» (режисери І. Аненський, Я. Авдієнко, М. Слуцький)
11. 1950: «Щедре літо»
12. 1952: «Концерт майстрів українського мистецтва»
13. 1952: «Максимко»
14. 1953: «Запорожець за Дунаєм»
15. 1954: «„Богатир“ йде в Марто»
16. 1955: «Мати»
17. 1957: «Пісні над Дніпром» (фільм-концерт; також — сценарист)
18. 1971: «Сталеве кільце» (короткометражний)
19. 1972: «Адреса вашого дому» (у співавт)

Режисер-постановник:
1. 1959: «Літа молодії»
2. 1960: «Врятуйте наші душі»
3. 1962: «Королева бензоколонки» (у співавт)
4. 1965: «Зірка балету»
5. 1966: «Фітіль» (кіножурнал № 46, новела «Зелений вогник»)
6. 1973: «Абітурієнтка»
7. 1975: «Переходимо до любові» (у співавт)
8. 1976: «Від і до»
9. 1978: «Дипломати мимоволі»